# Kozlovice, Plzeň-jih
Kozlovice là một làng thuộc huyện Plzeň-jih, vùng Plzeňský, Cộng hòa Séc.